# Ithala Game Reserve
L'Ithala Game Reserve est un parc situé à environ 400 km au nord de Durban, dans le nord du KwaZulu-Natal en Afrique du Sud. Aménagé sur 290 km² de bushveld accidenté et montagneux c'est l'un des plus jeunes parcs d'Afrique du Sud. On y trouve une faune abondante et diversifiée.

## Histoire

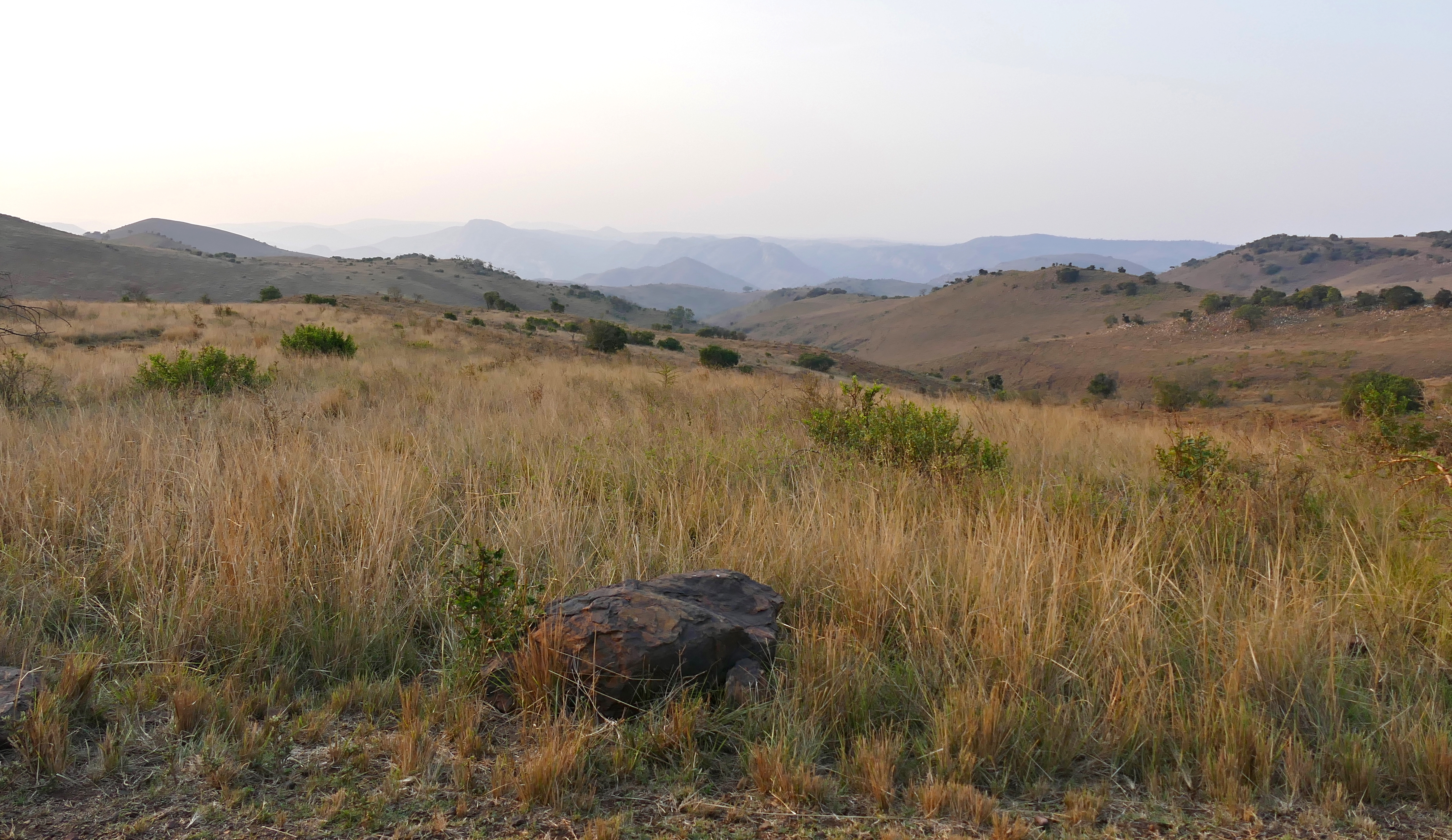
Collines d'Ithala

À la fin des années 1800 les terres furent donnée à des fermiers boers par le roi Dinizulu. En 1973 l'ancien "Natal Parks Board" racheta des fermes pour créer la réserve. Il y a aussi des mines d'or abandonnées dans le parc.